# Балаклея (Черкасская область)
Балакле́я (укр. Балаклея) — село в Смелянском районе Черкасской области Украины.

## История
В XIX веке — село Черкасского уезда Киевской губернии Российской империи, в 1838 году здесь был построен сахарный завод графа Бобринского.
В 1891 году — местечко.
В 1923 году численность населения составляла 980 человек, здесь действовал крупный сахарный завод.
Во время Великой Отечественной войны селение было оккупировано немецкими войсками.

## Население
По переписи 2001 года население составляло 4544 человека.

### Языковой состав
Родной язык населения по данным переписи 2001 года:
| Язык       | Численность, чел. | Доля     |
| ---------- | ----------------- | -------- |
| Украинский | 4 383             | 96,46 %  |
| Русский    | 146               | 3,21 %   |
| Другое     | 15                | 0,33 %   |
| Итого      | 4 544             | 100,00 % |

## Местный совет
20721, Черкасская обл., Смелянский р-н, с. Балаклея, ул. Независимости, 2